# Кокс Майлз, Кэтрин
Кэ́трин Кокс Майлз (англ. Catharine Morris Cox Miles; 1890—1984) — американский психолог, известна своими работами с великими и гениальными людьми (исследовала свыше трёхсот выдающихся деятелей). На основании своих исследований сделала вывод, что талант является важным, но не единственным условием жизненного успеха. По мнению Майлз, основным преимуществом выдающихся людей является выдержка и усердие.

## Биография
Родилась 20 мая 1890 года в Сан-Хосе, Калифорния.
Мать — Lydia Shipley Bean, отец — Charles Ellwood Cox.
Катарина получила докторскую степень в Стэнфордском университете, а в 1927 году вышла замуж за Уолтера Майлза (у них родился один ребёнок).
Была профессором клинической психологии в Йельской медицинской школе и аффилированном с Йельским университетом — Институтом человеческих отношений. Ранее она работала в Станфорде с учеными, занимавшимися исследованием IQ человека. Сотрудничала с психологом Льюисом Терманом.
В 1953 году вместе с мужем Катарина ушла из Йельского университета и год спустя они уехали в Турцию. В течение следующих трех лет Уолтер преподавал в Стамбульском университете. В 1957 году супруги снова вернулись в США, в Коннектикут.
Умерла 11 октября 1984 года.
Роберт Сирс сказал о ней в 1986 году:

«Д-р Кэтрин Кокс была одной из сильнейших среди женщин-психологов после Первой мировой войны…, которые являются примером для многих современных профессиональных женщин-психологов.»